# Throw Grampa from the Dane
«Throw Grampa from the Dane» (укр. «Скинь дідуся з данця») — двадцята серія двадцять дев'ятого сезону мультсеріалу «Сімпсони», прем'єра якої відбулась 13 травня 2018 року у США на телеканалі «Fox».

## Сюжет
Сімпсони прокидаються і виявляють, що їхній будинок повністю залитий водою. З'ясувалося, що напередодні ввечері Мардж попросила Гомера допомогти їй виправити зміщення картини, однак вони випадково вбили цвях в одну з водопровідних труб, викликавши потоп. Отримавши страхову виплату в розмірі 102 доларів, Сімпсони на час відновлення будинку (шість місяців) повинні знайти собі тимчасове житло.
Почувши про те, що у сім'ї з'явилися зайві гроші, дідусь Сімпсон просить використати їх для фінансування важливої операції, яку він не хоче обговорювати. Після того, як доктор Нік виявився неефективним для цього, Ліса навела приклад безплатного медичного обслуговування в Данії. Мардж пропонує використовувати страхову виплату та відпустку Гомера, щоб вирушити в сімейну поїздку до Данії, щоб зробити операцію Ейбу. Спочатку Гомер відмовляється, але Ейб обманює його, неохоче погоджуючись йти.
Прибувши у Данію, сім'я поселяється в квартирі Airbnb, яка економить простір, на радість Ліси. Власник квартири показує сім'ї околиці Копенгагена. Мардж і Ліса зачаровані їхньою культурою, а Барт і Гомер жартують над нею. Гомер дізнається, що, хоча не данці не обов'язково отримують безплатне медичне обслуговування, люди, які отримали травму в Данії, отримують безплатне лікування.
Тим часом Барт, Ліса і Мардж почали усвідомлювати ідею переїзду в Данію як мінімум на один семестр, з чим Гомер не згоден. Потім троє їдуть, залишаючи Гомера і його батька в пошуках місць в Данії, де можна отримати травму Ейбу, але без успіху.
У замку Кронборг, звикнувши до данської культури, Мардж просить Гомера подумати про переїзд в Данію. Коли він, нарешті, починає усвідомлювати можливість, він в останній момент передумує, згадавши свою любов до США.
Всередині замку Гомер намагається підштовхнути свого батька вниз по сходах для безплатного проведення його операції. Однак, Ейб чіпляється за ногу Гомера і зізнається, що насправді йому не потрібна була операція для чогось небезпечного для життя, а щоб видалити татуювання у формі серця з ім'ям «Мона», оскільки не хоче лягати у могилу, буквально, з її ім'ям на серці.
Коли Гомер з батьком в данському барі тонуть в печалі через смерть Мони, данка підходить до Гомера, і вони танцюють разом. Мардж бачить їх через вікно і в розпачі тікає, а Гомер — услід за нею.
Після інциденту зла Мардж все розуміє, але зізнається Гомеру, що вона не повернеться з ним додому, так само як і діти, які хочуть залишитися в Данії на невизначений термін. В аеропорту Гомер починає шкодувати про те, що залишив її в Данії, а його батько зізнається, що таким же чином зруйнував свій шлюб з Моною через свою впертість. Він радить Гомеру не робити тих самих помилок, що і він. Гомер вибігає з аеропорту і біжить назад у квартиру, щоб помиритися з Мардж. Знайшовши її, Гомер обіцяє любити її і клянеться залишитися з нею в Копенгагені. Мардж рада, однак визнає, що вона змінила думку через проблеми з простором квартири і через те, що тут швидко темніє. Вона зізнається Гомеру, що готова повернутись додому, у США. Діти погоджуються повернутися, бо Барт не хоче ходити у хороші школами, а Ліса лишилася б, але її і так ніколи не слухають.
У фінальній сцені перед від'їздом сім'я відвозить дідуся в соціалізований тату-салон, де татуювальник безплатно перетворює татуювання з ім'ям «Мона» в татуювання з лимонадом, давши йому новий погляд на життя.

## Ставлення критиків і глядачів
Під час прем'єри серію переглянули 2,14 млн осіб з рейтингом 0.9, що зробило її другим найпопулярнішим шоу на каналі «Fox» тієї ночі, після «Сім'янина».
Денніс Перкінс з «The A.V. Club» дав серії оцінку C+, сказавши: «Колись там, сім'я виявляє, що їх нове оточення пропонує безліч культурних переваг, які, здається, майже розроблені, щоб задовольнити потреби і мрії, які кожен учасник (крім одного) навіть не усвідомлював, що мав… У серіалу закінчилися ідеї, повністю».
Згідно з голосуванням на сайті The NoHomers Club більшість фанатів оцінили серію на 2/5 із середньою оцінкою 2,73/5.